# Підбурювання
У кримінальному законодавстві підбурювання — це заохочення іншої особи до вчинення злочину. Залежно від юрисдикції деякі або всі типи підбурювання можуть бути незаконними. Там, де це є незаконним, воно вважається початковим правопорушенням, якщо шкода була заподіяна навмисне, але могла чи не могла статися насправді.

## Міжнародне право
Стаття 20 Міжнародного пакту про громадянські та політичні права вимагає, щоб будь-яка пропаганда національної, расової або релігійної ненависті, що є підбурюванням до дискримінації, ворожості або насильства, була заборонена законом. Той факт, що мало журналістів було притягнуто до відповідальності за підбурювання до геноциду і військових злочинів, незважаючи на те, що вони були найняті урядами для пропаганди, пояснюється відносно привілейованим соціальним статусом журналістів і привілейованим інституційним становищем інформаційних організацій у ліберальних суспільствах, які надають високу цінність вільній пресі.